# The Mark of Cain (film 1917)
The Mark of Cain è un film muto del 1917 diretto da George Fitzmaurice. Prodotto dall'Astra Film e distribuito dalla Pathé Exchange, aveva come interpreti Antonio Moreno, Irene Castle, J.H. Gilmour, Eleanor Black, John Sainpolis.

## Trama
Il giovane Kane Langdon viene accusato della morte dello zio, il vecchio Trowbridge, che è stato misteriosamente assassinato. Alice, la figlia adottiva di Trowbridge, non crede nella colpevolezza di Kane e, quando questi scappa, si unisce a lui nelle indagini per scoprire la verità sull'omicidio. I due vengono a sapere che se Alice sposerà un vecchio amico di Trowbridge, il giudice Hoyt, erediterà lei tutta la fortuna del padre adottivo. Capiscono così che è stato proprio Hoyt a uccidere l'amico dopo averlo costretto a redigere quel testamento per impadronirsi dell'eredità quando il giudice avrà sposato Alice, della quale è sempre stato un grande ammiratore. Dopo essere riusciti a fargli confessare il delitto, i due innamorati possono finalmente vivere liberamente il loro amore.

## Produzione
Il film fu prodotto dall'Astra Film. Venne girato nel New Jersey. Generalmente, la regia del film è attribuita a George Fitzmaurice, ma alcune fonti riportano anche il nome di Frank H. Crane.

## Distribuzione
Il copyright del film, richiesto dalla Pathé Exchange, inc., fu registrato il 20 ottobre 1914 con il numero LU11601.
Distribuito dalla Pathé Exchange, uscì nelle sale cinematografiche statunitensi il 4 novembre 1917. Ne venne fatta un riedizione, sempre distribuita dalla Pathé, che uscì il 4 aprile 1922 in una versione ridotta in tre rulli.
Copia completa della pellicola si trova conservata negli archivi della Cinémathèque Française di Parigi.